# Église Saint-Martin de La Lande-d'Airou
Pour les articles homonymes, voir Église Saint-Martin.
L'église Saint-Martin de La Lande-d'Airou est un édifice catholique, du début du XVIe siècle, qui se dresse sur le territoire de la commune française de La Lande-d'Airou, dans le département de la Manche, en région Normandie.
L'église est classée aux monuments historiques.

## Localisation
L'église Saint-Martin est située sur les pentes d'une large vallée, sur le territoire de la commune de La Lande-d'Airou, à l'extérieur du bourg, près du château du Milieu avec lequel elle forme un ensemble patrimonial, dans le département français de la Manche.

## Historique
L'église, construite d'un seul jet au début du XVIe siècle, relevait autrefois du doyenné de Gavray et de l’archidiaconé du Val de Vire au diocèse de Coutances.

## Description
L'église, pourtant construite en plein XVIe siècle, à l'époque de la Renaissance, garde encore les traits et l'esprit du gothique.
Le clocher, assis à la croisée du transept, coiffé en bâtière, voit la base de son toit agrémenté, côté sud et nord, par une balustrade ajourée.

## Protection
L'église est classée au titre des monuments historiques par arrêté du 30 décembre 1987.

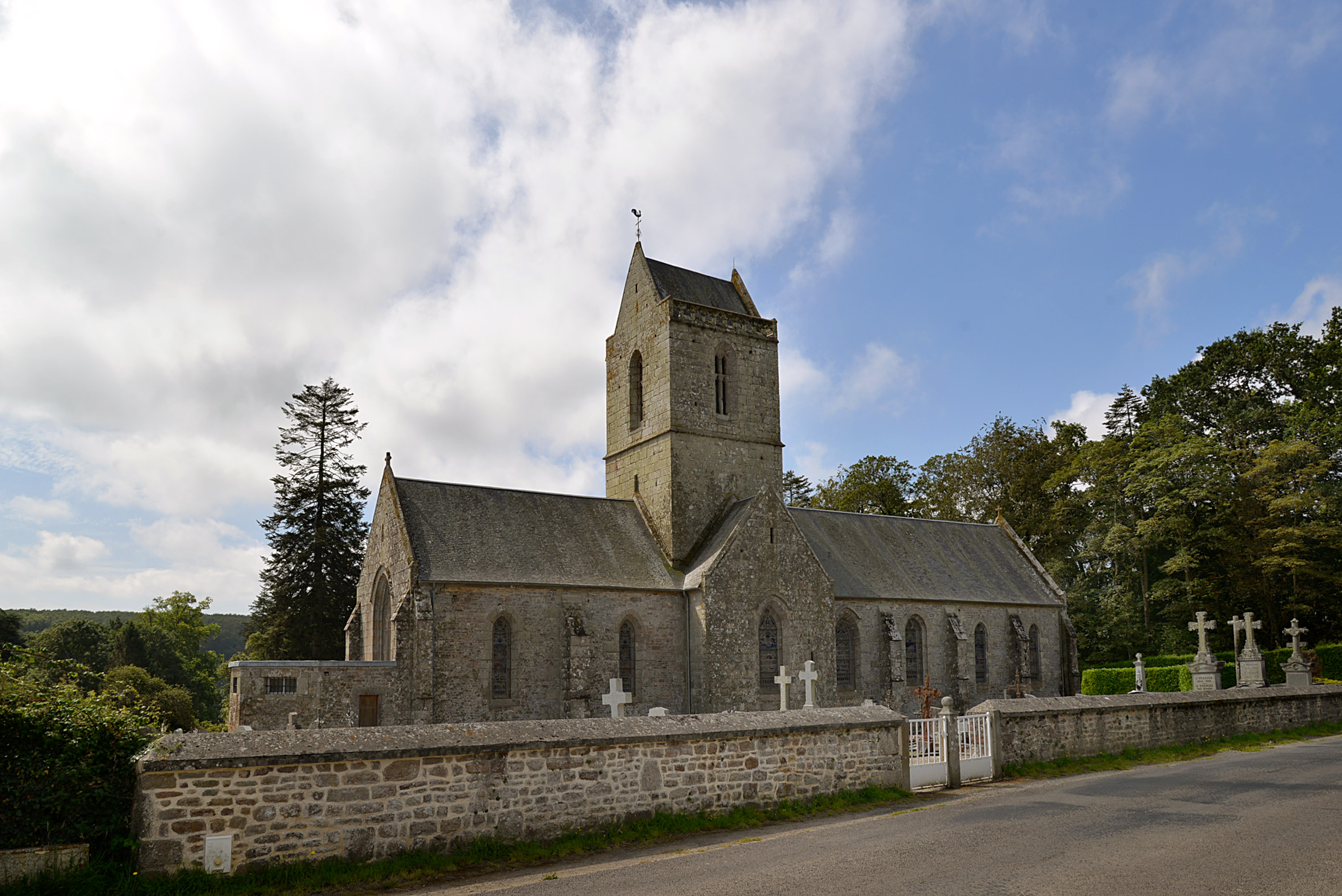
L’église vue nord.
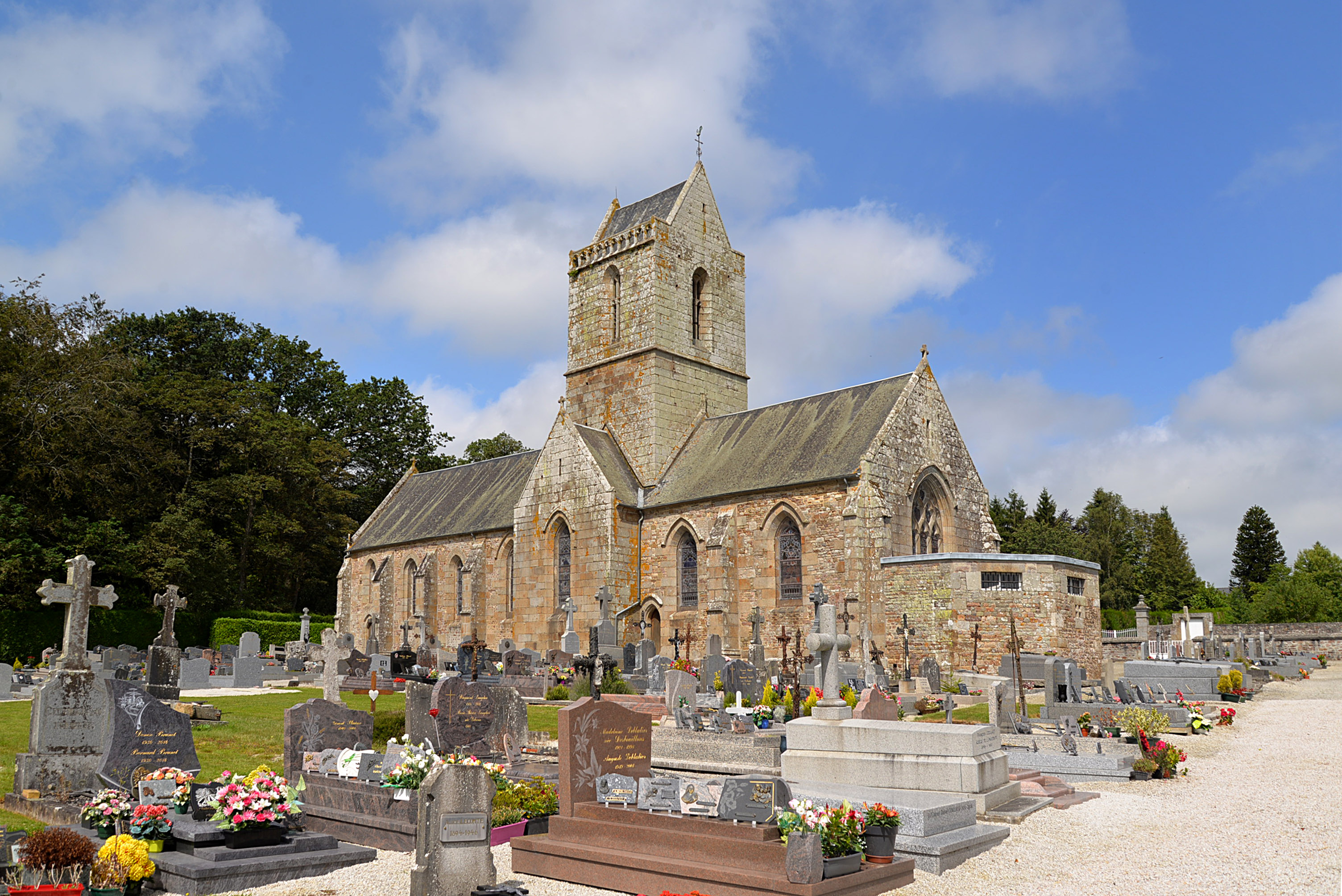
L’église vue sud-est.
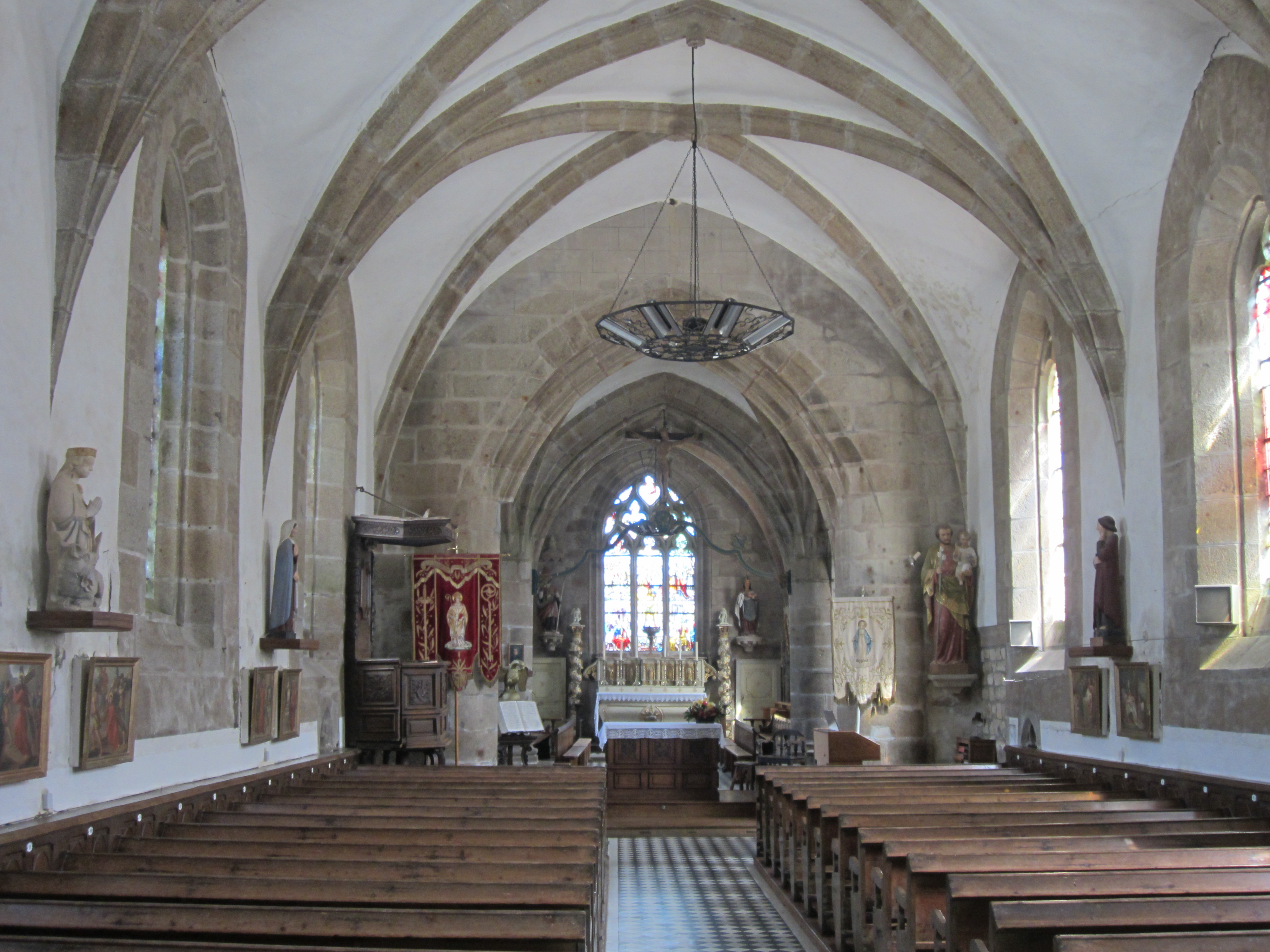
La nef.
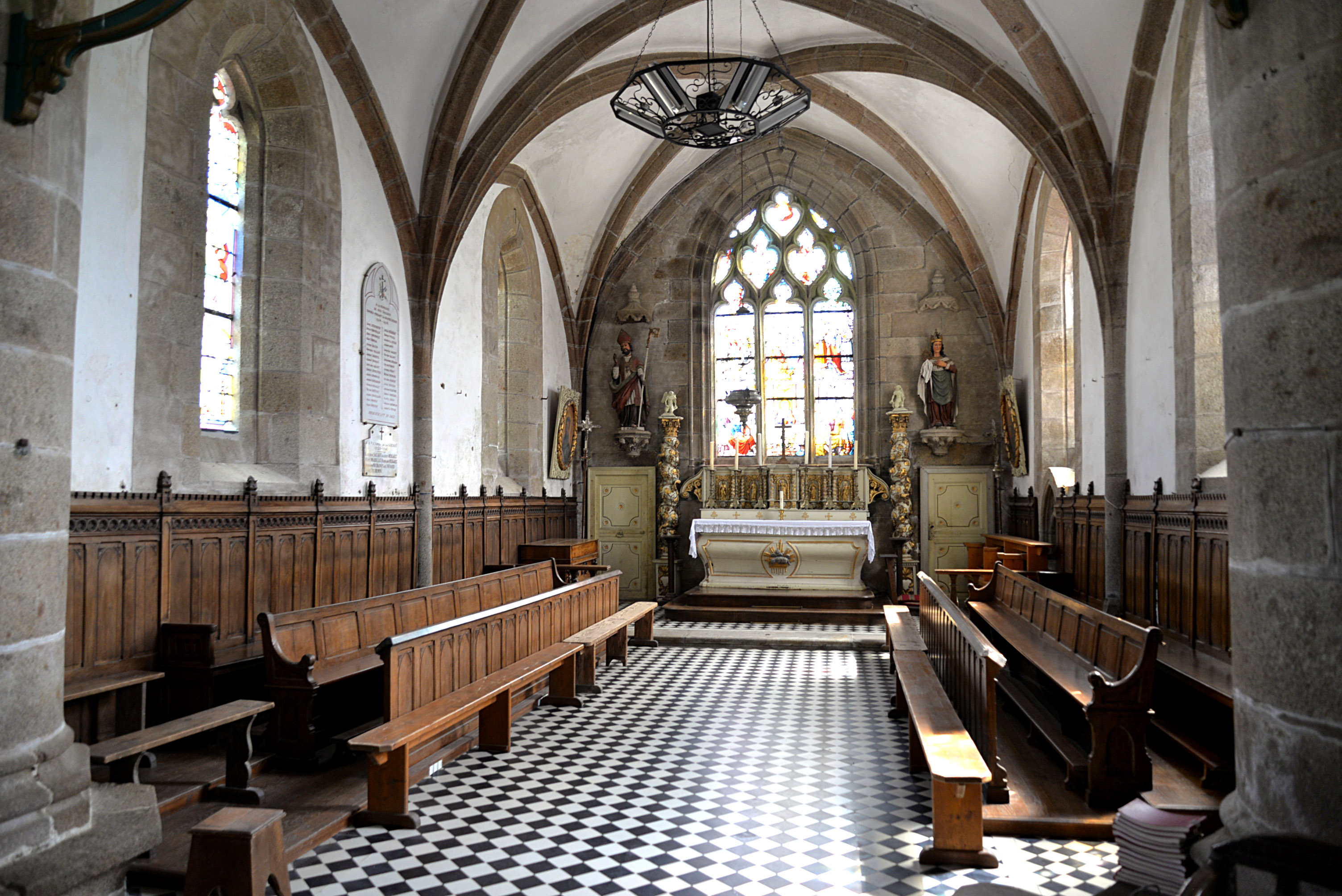
Le chœur.

## Mobilier
L'église abrite divers objets classés aux monuments historiques au titre objet en 1978 : un coffret aux saintes huiles du XVIIIe, un calice et sa patène du XVIIIe ainsi qu'une navette à encens. Sont également conservé : un maître-autel du XVIIe, une chaire à prêcher du XVIIe, une Vierge à l'Enfant assise du XVe siècle, une Vierge à l'Enfant debout du XIVe, une verrière des XIXe – XXe siècles de Duhamel-Marette et de l'atelier Mauverney.

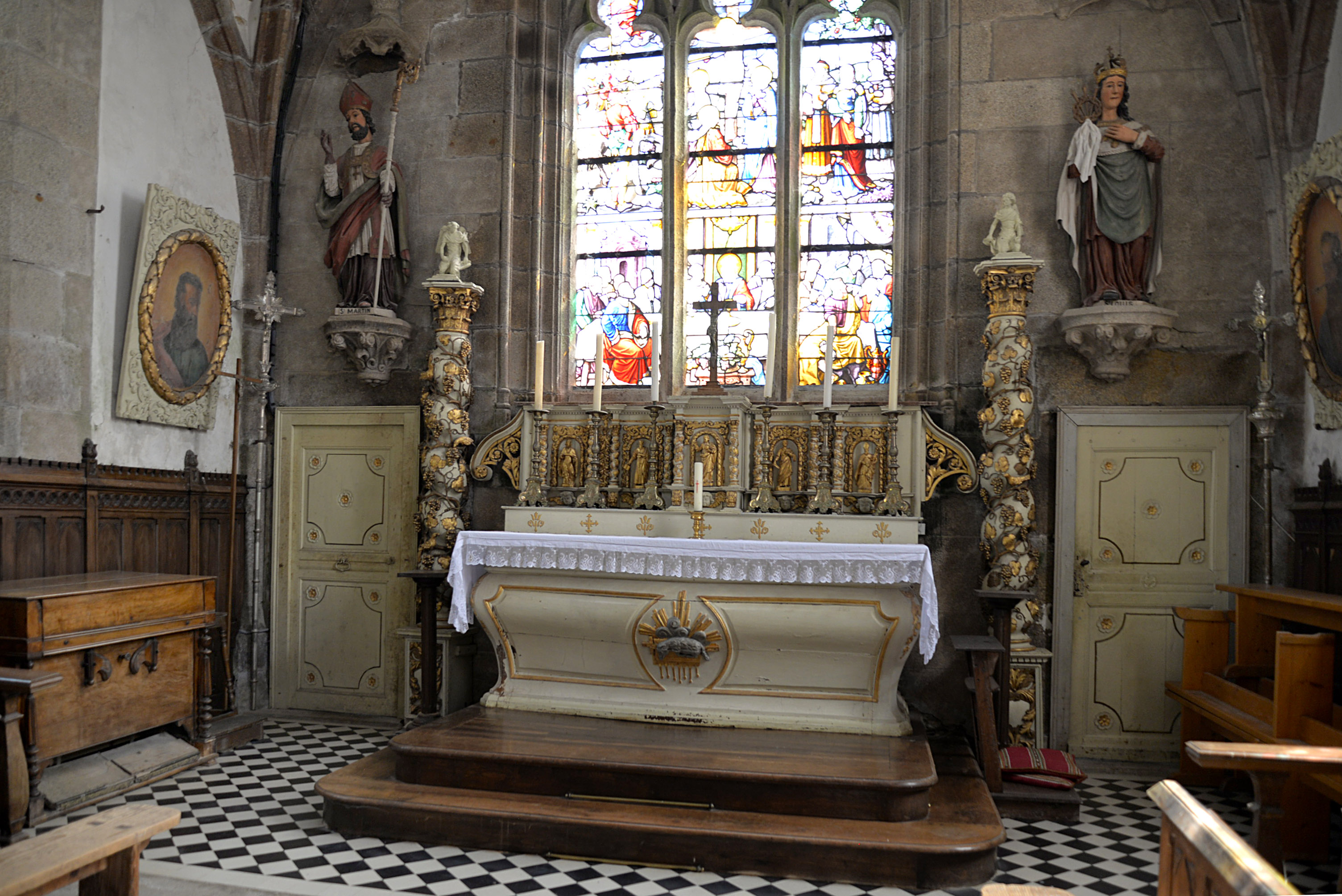
Le maître-autel.
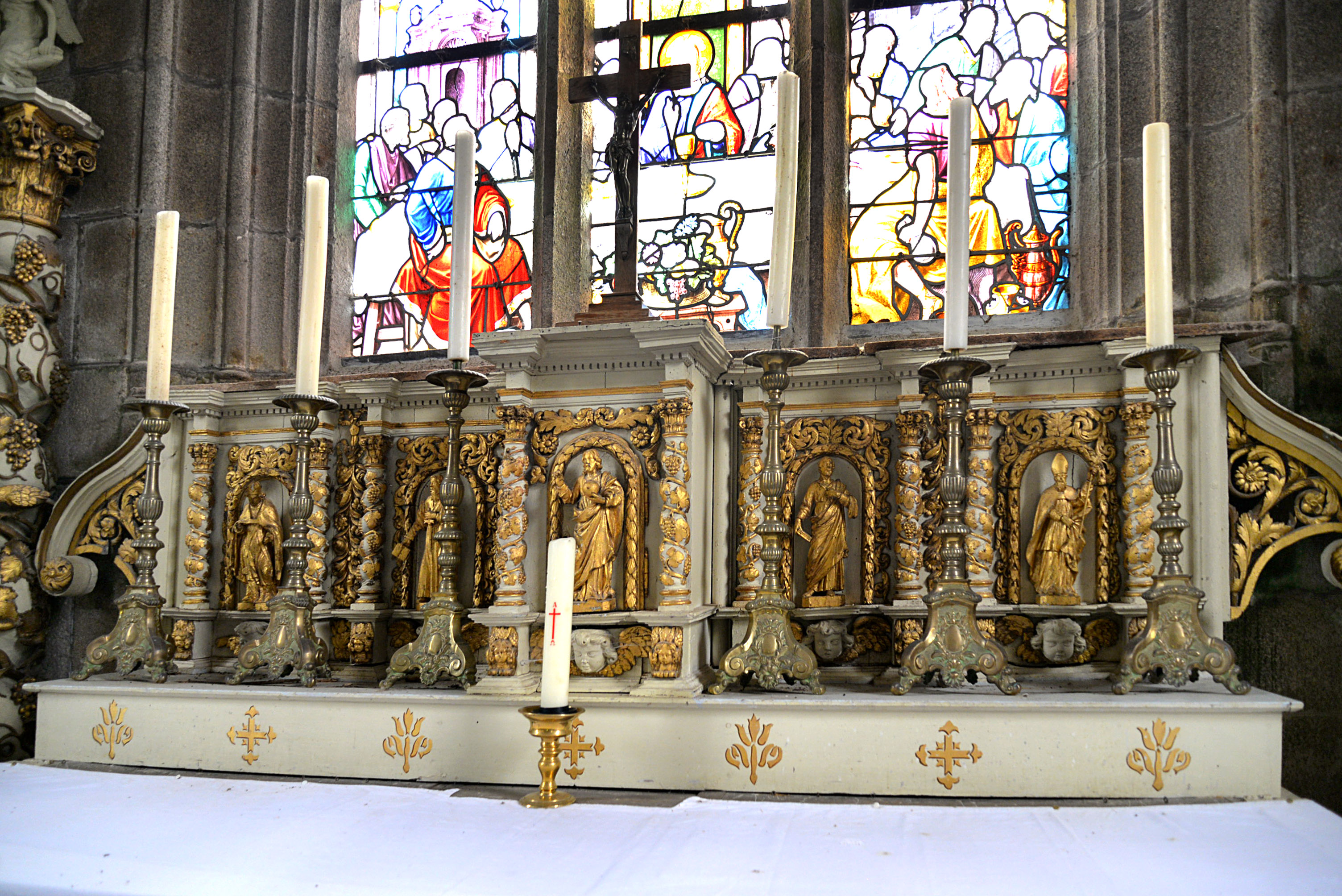
Détails du maître-autel.
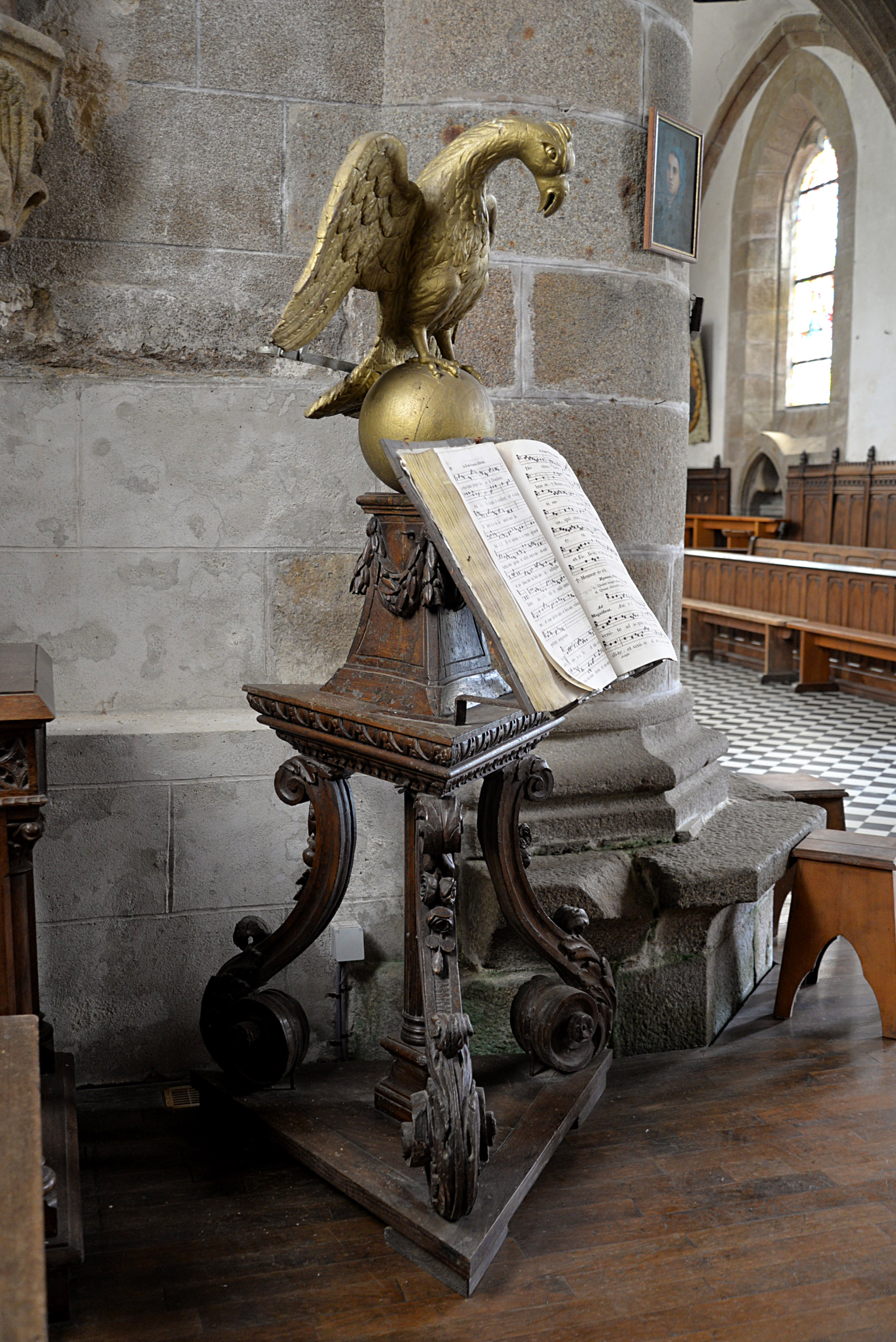
Le lutrin.
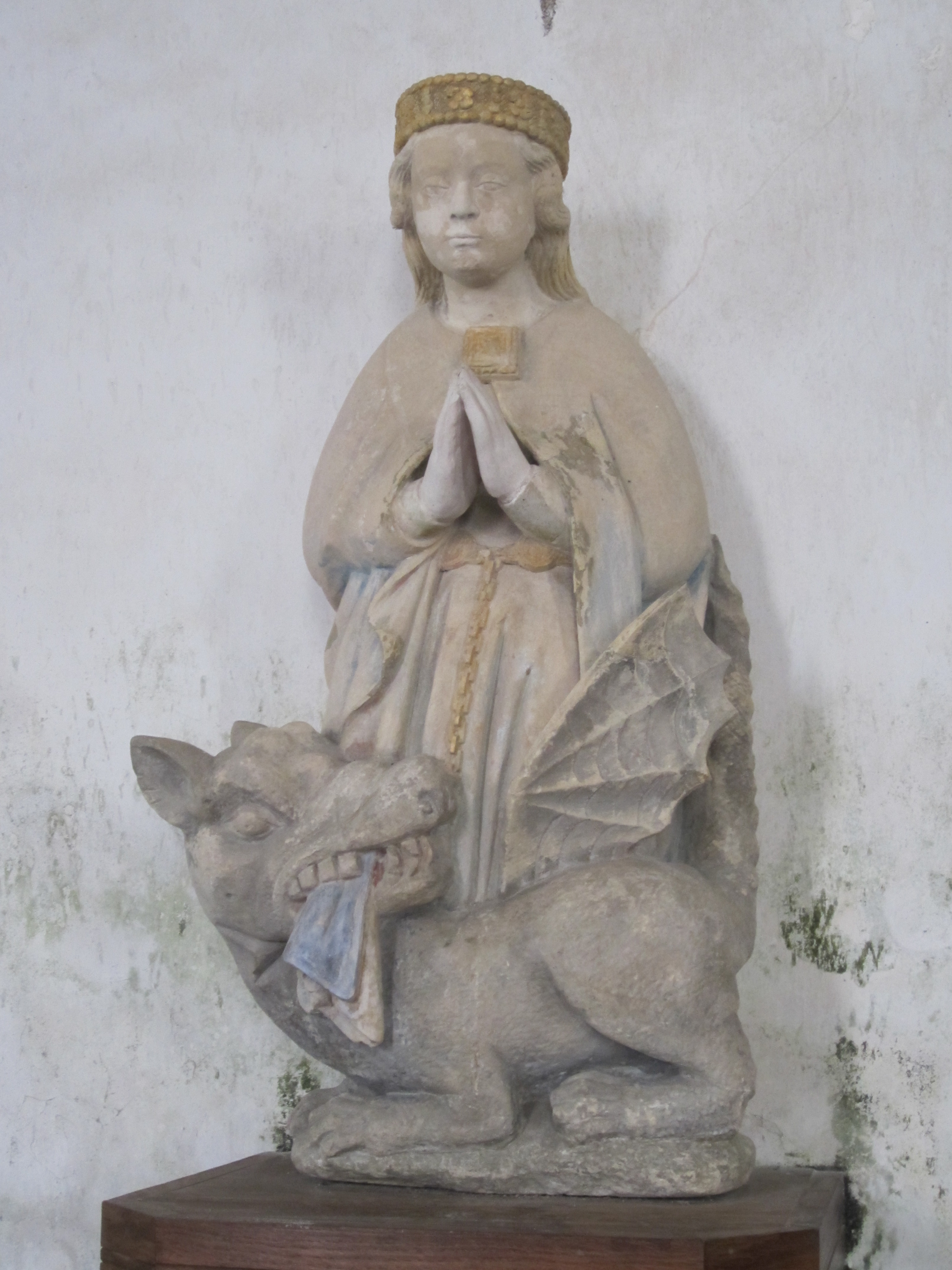
La statue de sainte Marguerite (XVe siècle).
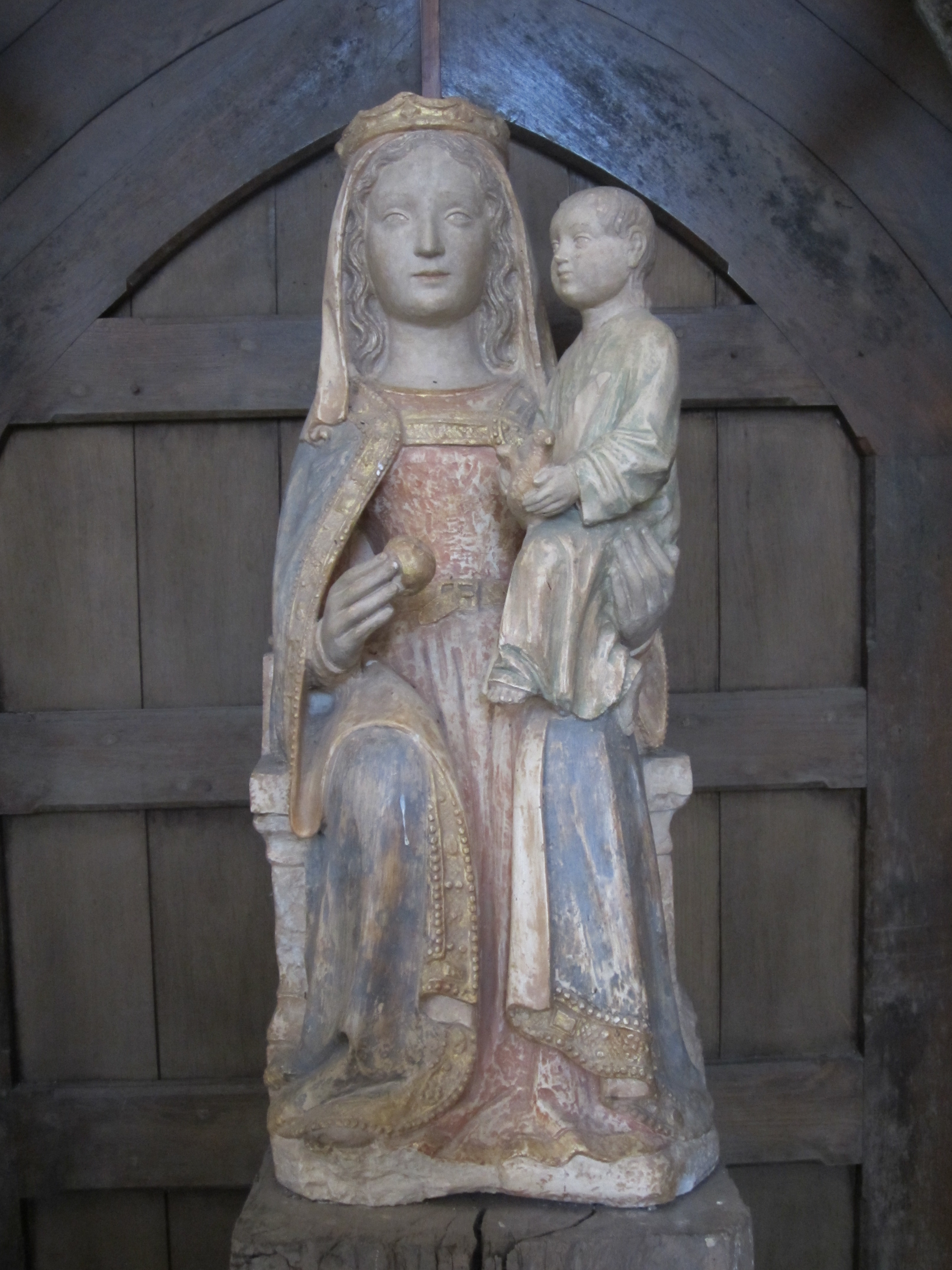
La Vierge à l'enfant (XVe siècle).